# Народ проти Ларрі Флінта
«Народ проти Ларрі Флінта» (англ. «The People vs. Larry Flynt») — фільм-біографія про Ларрі Флінта американського кінорежисера і сценариста чесько-українського походження Мілоша Формана. Хоча фільм не досяг фінансового успіху, він здобув похвалу критики і отримав кілька нагород і номінацій.

## Сюжет
Фільм оповідає біографічну історію життя скандально відомого американського видавця та бізнесмена Ларрі Флінта в 1970-1980-х роках.
Молодий Ларрі Флінт і його брат Джиммі тримали стриптиз-клуб «Hustler» у Цинциннаті. Справи в закладі йшли не дуже добре, й Ларрі вирішив почати розсилати поштою рекламний листок клубу потенційним клієнтам. З часом цей листок перетворився на повноформатний порнографічний журнал «Hustler». Справжній успіх чекав журнал і його видавців після того, як Флінт опублікував фотографії голої Жаклін Кеннеді Онассіс. У цей же час Ларрі знайомиться з Алтеєю Лейзер, яка згодом стає його дружиною.
Ларрі Флінт — мільйонер, журнал має шалений успіх, але в популярності є зворотний бік. На Флінта постійно нападають захисники моралі, які вважають, що журнал «Hustler» розбещує суспільство. Флінта втягують у численні скандальні судові процеси. Адвокат Флінта Алан Айзекман змушений постійно відчувати наслідки навіженого характеру свого клієнта. Під час одного з процесів Флінту присуджують виплатити великий штраф, який його помічниці розсипають на підлозі перед суддею.
Під час одного із судових процесів у Флінта й Айзекмана стріляє невідомий чоловік. Внаслідок поранення у Флінта назавжди паралізована нижня частина тіла. Він переживає важку депресію. Відчуваючи постійний нестерпний біль, Ларрі починає приймати знеболювальні ліки. У результаті він та його дружина Алтея стають залежними від морфіну і антидепресантів.
Після хірургічної операції Ларрі почуває себе краще і з новою енергією береться до судових позовів, переставши вживати знеболювальні. У черговому номері журналу опублікована пародія, нібито відомий американський релігійний діяч Джеррі Фолвел мав статевий контакт зі своєю матір'ю у дворі власного будинку. Фолвел звертається до суду з вимогою відшкодувати моральні збитки. Суд стає на бік Фолвела і змушує Флінта виплатити штраф у розмірі 200 тисяч доларів.
Між тим Алтея, яка давно вже хвора на СНІД, вмирає, втопившись у басейні. Вражений смертю коханої дружини, Флінт викликає до себе адвоката Айзекмана (якого він перед цим звільнив). Він каже, що необхідно подати апеляцію до Верховного суду США у справі Джеррі Фолвела. Айзекман спочатку відмовляється. Але потім погоджується, піддавшись умовлянням і зрозумівши важливість цієї справи для свого підзахисного.

Під час інтерв'ю журналістам Флінт говорить: 
 «Якщо Перша поправка захистить такий мішок з лайном, як я, то вона захистить усіх вас, бо я — найгірший випадок!».
У результаті Флінт виграє справу. Згідно з вердиктом суду, Перша поправка Конституції США гарантує Флінту свободу слова при висловленні своєї думки у гумористичній і пародійній статті в журналі «Hustler» стосовно такої публічної фігури, як Джеррі Фолвел.

## У ролях
| Актор             | Персонаж            |
| ----------------- | ------------------- |
| Вуді Гаррельсон   | Ларрі Флінт         |
| Кортні Лав        | Алтея Флінт         |
| Едвард Нортон     | Алан Айзекман       |
| Брет Гаррельсон   | Джиммі Флінт        |
| Донна Гановер     | Рут Картер Степлтон |
| Річард Пол        | Джеррі Фолвел       |
| Джеймс Кромвелл   | Чарльз Кітінг       |
| Кріспін Гловер    | Ерло                |
| Вінсент Ск'явеллі | Честер              |
| Майлз Чапін       | Майлз               |
| Джеймс Карвіль    | Саймон Лейс         |
| Барт Ньюборн      | Рой Гратмен         |
| Ян Тріска         | вбивця              |
| Коді Блок         | десятилітній Ларрі  |
| Райян Пост        | восьмилітній Джиммі |
| Ларрі Флінт       | суддя Моррисі       |

## Порівняння з реальними подіями
Фільм досить точно відображає реальну біографію Ларрі Флінта лише з невеликими поправками. Так, наприклад, Алан Айзекман у фільмі є збірним образом кількох адвокатів Флінта. Однак того з них, хто виграв судовий процес у Верховному суді, справді звали Алан Айзекман.
Про особу людини, яка стріляла у Флінта, у фільмі не говориться. Насправді у замаху пізніше зізнався серійний вбивця Джозеф Пол Франклін, який сповідував ідеологію про перевагу білих. Він був обурений зображеннями в «Hustler» статевих актів людей, що належать до різних рас.
У фільмі не відображено те, що до шлюбу з Алтеєю Лейзер у 1976 році Флінт був тричі одружений.
У фільмі не говориться, що у Ларрі Флінта було п’ятеро дітей.
Процес «Флінт проти Фолвела» 1988 року був реальною подією і став відомим прецедентом в американській юриспруденції.

## Нагороди та номінації

### Нагороди
- 1996 — дві премії Товариства кінокритиків Бостона: найкращому актору другого плану (Едвард Нортон) і найкращій актрисі другого плану (Кортні Лав)
- 1996 — дві премії асоціації кінокритиків Чикаго: найперспективнішому акторові (Едвард Нортон) і найперспективнішій актрисі (Кортні Лав)
- 1996 — премія асоціації кінокритиків Лос-Анджелеса найкращому актору другого плану (Едвард Нортон)
- 1996 — нагорода «Свобода слова» Національної ради кінокритиків США, вручена Мілошеві Форману та Оліверові Стоуну
- 1997 — премія «European Film Awards», вручена Мілошу Форманові за видатний європейський внесок у світовий кінематограф
- 1997 — дві премії «Золотий Глобус»: найкращому режисерові (Мілош Форман) і за найкращий сценарій (Александр Скот, Ларрі Карашевський)
- 1997 — нагорода «Золотий ведмідь» Берлінського кінофестивалю

### Номінації
- 1997 — дві номінації на премію «Оскар»: найкращому акторові (Вуді Гаррельсон) і найкращому режисерові (Мілош Форман)
- 1997 — три номінації на премію «Золотий Глобус»: за найкращу драму, найкращі драматичні ролі: чоловічу (Вуді Гаррельсон) і жіночу (Кортні Лав)
- 1997 — номінація на премію «MTV Movie Awards» за прорив року (Кортні Лав)